# Scoletta di San Rocco
La Scoletta di San Rocco (o Scuola vecchia di San Rocco) è un piccolo edificio che sorge di fronte alla Scuola Grande di San Rocco, prima sede dell'omonima confraternita.

## Storia
Quello rimasto attualmente è in realtà il secondo edificio costruito dalla Scuola tra il 1492 ed il 1494. Nella stessa posizione, nel maggio 1478, la neonata confraternita aveva già ricevuta la concessione dai francescani dei Frari a costruire una ben più misera sede tra l'abside della chiesa ed il retro del convento. A fianco era stata costruita anche una umile chiesetta. Presto i due edifici furono abbandonati e i confratelli si trasferirono dapprima prima a San Samuele, indi a San Silvestro. La confraternita, elevata a Scuola Grande nel 1489, ottenne di fare ritorno nel luogo e di ricostruire la propria sede e la diroccata chiesetta. I frati concessero anche due piccoli ampliamenti dell'edificio raccomandandosi di non aprire finestre che si rivolgessero verso l'interno del convento.
La rinnovata sede divenne presto insufficiente (infatti, nel 1514 i confratelli erano già cinquecento) e si decise la costruzione dell'attuale edificio, più ampio e prestigioso, iniziata nel 1517 e conclusa in circa cinquant'anni. La scoletta divenne allora una sede secondaria di servizio: alloggio per il cappellano dal 1547, ospedale per i poveri dal 1551 e poi magazzino, cancelleria e archivio. A metà del XVIII secolo fu restaurata con l'apertura di due finestre verso l'abside della chiesa. L'edificio è ora utilizzato per l'allestimento di mostre temporanee.

## Descrizione
L'edificio è a due piani e al suo interno, nonostante le ripetute modifiche, sono ancora riconoscibili le destinazioni delle stanze, come quella al piano superiore per le riunioni del capitolo. La sua struttura non può certamente competere con quella degli altri edifici della Scuola, né al tempo della sua costruzione la confraternita era interessata ad ingelosire i frati minori. Ad ogni modo la facciata presenta, con discreta armoniosità rinascimentale, un semplice manto di marmorino bianco, interrotto dalle raffinate incorniciature in pietra delle forature, nonché dalla piccola nicchia con la statua di San Rocco. La facciata è anche mossa verso destra dai barbacani che aggettano sopra la calle privata che porta al convento.
Questo percorso era a disposizione dei frati ma, secondo gli accordi, di proprietà della Scuola e da essa mantenuto. Dalla fine del Cinquecento, quando i dogi venivano a rendere omaggio alle reliquie di San Rocco in occasione della ricorrenza del santo, era divenuto infatti il percorso rituale di questi ultimi. Fu il doge Pasquale Cicogna ad introdurre l'usanza di visitare prima la grande chiesa dei Frari e, da lì, giungere nella chiesa della scuola attraverso il chiostro della Trinità.
L'attuale portale timpanato fu rifatto, assieme al selciato della calle e al muro che allora la divideva dall'area cimiteriale, a spese dei confratelli nel 1756. La scultura nella lunetta, che rappresenta il santo taumaturgo con il suo cane, è opera di Giuseppe Bernardi, così come la tabella a cartiglio che riporta la scritta: